# خوسه سرا خیل
خوسه سرا خیل (اسپانیایی: José Serra Gil‎; ۲۳ دسامبر ۱۹۲۳ – ۱۲ ژوئن ۲۰۰۲) دوچرخه‌سوار اهل اسپانیا بود. وی در مسابقات تور دو فرانس شرکت کرده است.